# Mini-métro d'Oeiras
Le mini-métro d'Oeiras (ou Sistema Automático de Transporte Urbano, en abrégé SATU) est un système de transport en commun desservant Oeiras près de Lisbonne au Portugal depuis le 7 juin 2004. La ligne est fermée le 31 mai 2015 en raison de son important déficit.